# Ignacio Pérez (Fußballspieler, 1934)
Ignacio Pérez Sierra (* 19. Dezember 1934 in Medellín; † 16. November 2009) war ein kolumbianischer Fußballspieler. Der  Mittelfeldspieler nahm mit der kolumbianischen Nationalmannschaft an der Fußball-Weltmeisterschaft 1962 in Chile teil.

## Karriere

### Verein
Ignacio Pérez begann seine Profikarriere 1961 bei Once Caldas, für das er mehrmals aktiv war und insgesamt über 120 Spiele absolvierte. 1963 spielte er eine Saison bei Independiente Medellín und schloss sich nach einer Rückkehr zu Once Caldas 1966 Santa Fe an. Mit dem Hauptstadtklub gewann er im selben Jahr die kolumbianische Meisterschaft. Seine Karriere ließ Pérez bei Deportivo Pereira ausklingen.

### Nationalmannschaft
Pérez spielte 1961 beide Qualifikationsspiele gegen Peru und gehörte zum Kader der kolumbianischen Nationalmannschaft für die Weltmeisterschaft 1962 in Chile, kam jedoch nicht zum Einsatz. Die Cafeteros schieden in der Gruppenphase mit einem Punkt aus drei Spielen aus.

## Erfolge
Santa Fe
- Kolumbianischer Meister: 1966